# Народный комиссариат по делам национальностей РСФСР
Наро́дный комиссариа́т по дела́м национа́льностей РСФСР (НКНац, или Наркомнац) — государственный орган РСФСР по осуществлению национальной политики Советской республики, действовал с октября 1917 года по апрель 1924 года.

## История
Наркомнац входил в число первых народных комиссариатов, образованных в соответствии с «Декретом об учреждении Совета Народных Комиссаров», принятым II Всероссийским съездом Советов 26 октября (8 ноября) 1917 года для осуществления национальной политики Советской Республики. Деятельность наркомата распространялась на территорию РСФСР и на все национальные окраины бывшей Российской империи. Размещался сначала в Петрограде, затем в Москве в Трубниковском переулке, а позже на Гоголевском бульваре.
Народным комиссаром по делам национальностей был назначен И. В. Сталин. У него в подчинении были: И. П. Товстуха (будущий личный секретарь Сталина), С. С. Пестковский, Ф. А. Сова-Степняк и И. Ю. Кулик.
Коллегия Наркомнац: Н. Нариманов, М. Павлович, С. Диманштейн, О. Карклин, Г. Бройдо, М. Гусейнов, А. Каменский, С. Пестковский.
В качестве основных задач Наркомнаца были определены:
1. обеспечение мирного сожительства и братского сотрудничества всех национальностей и племен РСФСР, а также договорных дружественных советских республик;
2. содействие их материальному и духовному развитию, применительно к особенностям их быта, культуры и экономического состояния;
3. наблюдение за проведением в жизнь национальной политики Советской власти.

3 ноября 1917 года была принята «Декларация прав народов России» (утверждено Декретом СНК). Декларация была опубликована за подписью В. И. Ленина и И. В. Сталина.
В Декларации были определены следующие принципы, определяющие национальную политику советской власти:
1. Равенство всех народов России;
2. Право на отделение и образование самостоятельного государства;
3. Отмена всех национальных ограничений;
4. Свободное развитие национальных меньшинств в составе каждого из народов.

### Структура наркомата
Структурными частями наркомата являлись комиссариаты и отделы, каждый из которых занимался устройством определённой национальности или группы национальностей. К концу 1918 года армянский, белорусский, еврейский, литовский, мусульманский и другие народы образовали свои комиссариаты, киргизский, марийский, украинский, чувашский, эстонский и другие — национальные отделы. В их задачи входило информирование Советской власти о нуждах данной национальности и информирование национальностей о всех мероприятиях Советской власти, широкая агитация и пропаганда её идей и др. В аппарате наркомата были созданы также столы: агитации и пропаганды Советской власти, связи национальных комиссариатов, редакции, подготовки общих декретов, связи с заграницей, статистики.
На местах национальные комитеты и отделы наркомата имели развёрнутую сеть местных национальных комиссариатов м отделов при губернских, уездных и городских Советах. 19 апреля 1920 года при наркомате на правах его отделов были созданы национальные представительства. Они связывали автономные республики и области с центром.
При Наркомнаце был образован совещательный орган — «Совет национальностей» (декрет 21 апреля 1921 года), в состав которого вошли представители всех автономных частей РСФСР. Он возглавлялся наркомом и коллегией при нём из пяти членов. «Совет национальностей» имел широкие полномочия при решении политических и экономических задач.
16 декабря 1920 года были учреждены уполномоченные при правительствах автономных и договорных республик и при исполкомах автономных областей.
При наркомате действовал ряд учебных, научных и культурно-просветительных учреждений (Университет трудящихся Востока, Институт востоковедения, Всероссийская научная ассоциация востоковедения и др.).

### Основные задачи наркомата
После образования автономий в РСФСР основной задачей наркомата стало экономическое, политическое и культурное возрождение отстающих народов России. Совет национальностей превратился в Большую коллегию, при которой действовали постоянный президиум и исполнительный орган в лице Малой коллегии. Аппарат наркомата состоял также из управления делами, секретариата, отделов: информации и печати, национальных меньшинств, а также национальных отделов.
В монографии Т. П. Коржихиной «Советское государство и его учреждения» (М., 1995) автор, являясь крупным специалистом в области истории советских государственных учреждений, указал главный аспект деятельности Наркомнаца — разрешение сложных межнациональных отношений в первые годы становления и развития Советского многонационального государства.
Народный комиссариат по делам национальностей РСФСР были упразднён 9 апреля 1924 года в связи с образованием союзного государства, а функции переданы ВЦИКу.

## Спустя годы
С 1990 года похожие функции стал выполнять Государственный комитет по делам национальностей, а с 1994 года — Министерство по делам национальностей и региональной политике.